# Mariner 4
A Mariner 4 foi a quarta de uma série de naves espaciais usadas para a exploração planetária em modo de aproximação em voo, tendo feito a primeira aproximação bem-sucedida ao planeta Marte, enviando as primeiras fotografias da superfície marciana.
Foi a missão responsável por capturar as primeiras imagens de um outro planeta enviadas do espaço. A Mariner 4 foi projetada para conduzir observações científicas detalhadas de Marte e transmitir estas observações à Terra.
Outros objetivos da missão eram executar medidas de campo e partículas no espaço interplanetário na vizinhança de Marte e fornecer a experiência e o conhecimento das potencialidades da engenharia para voos interplanetários de longa duração.

## Características
Mariner 4 pertenceu ao programa Mariner da NASA. Era idêntica à anteriormente falhada Mariner 3 e sua missão era fazer um sobrevoo de Marte para fazer medições e observações científicas. Tornou-se a primeira sonda a sobrevoar com sucesso esse planeta e transmitir imagens de sua superfície. Essas imagens foram as primeiras obtidas durante uma missão no espaço profundo. A Mariner 4 também fez medições no espaço interplanetário e serviu para adquirir experiência em voos interplanetários de longa duração.
A nave era composta por um corpo octagonal de magnésio de 1,27 metros de diagonal e 45,7 cm de altura que albergava a eletrónica, a cablagem, o sistema de propulsão e reguladores. A fonte de alimentação foi fornecida por quatro painéis solares que se destacaram da estrutura, com uma envergadura de 688 cm entre cada par de painéis. Cada painel media 176 x 90 cm e juntos forneciam até 310 W de potência na distância da órbita de Marte, alimentando uma bateria de prata e zinco com uma energia de 1 200 watts por hora.
As comunicações ficaram cargo de uma antena parabólica de alto ganho e 116,8 cm de diâmetro na parte superior da estrutura octagonal e uma antena omnidirecional localizada na extremidade de um mastro de 223,5 cm de comprimento localizada ao lado da antena de alto ganho, com a qual a altura total da sonda era de 289 cm. A sonda transmitia na banda S e os dados eram armazenados em um gravador com capacidade de 5,24 Megabit para serem retransmitidos posteriormente.
O sistema de propulsão foi alimentado com hidrazina, com um motor principal de 220 N para as correções do curso e doze pequenos propulsores alimentados com nitrogênio para controle de atitude. Para o conhecimento da posição, a Mariner 4 usou quatro sensores solares e vários sensores para localizar a Terra, Marte e Canopus.

## Instrumentação científica
Na parte inferior do octógono estava a câmera de vídeo, montada em uma plataforma móvel. O resto da instrumentação consistia de um magnetômetro, um detector de poeira, um telescópio de raios cósmicos, um detector de radiação, uma sonda de plasma solar e uma câmara de ionização e um contador Geiger.

## Desenvolvimento da missão
Após o lançamento, a Mariner 4 e a última etapa do foguete lançador ficaram em uma órbita de estacionamento ao redor da Terra às 14h27min23 UTC de 28 de novembro de 1964, quando o foguete para lançar a Mariner 4 em uma órbita de transferência para Marte foi novamente acionado. A Mariner 4 separou-se do último estágio do foguete às 15h07min09 e iniciou as operações de cruzeiro.
Sete meses e meio depois, a Mariner 4 sobrevoou Marte entre 14 e 15 de julho de 1965, tirando 21 imagens completas e 21 linhas de uma imagem incompleta que foram armazenadas no gravador a bordo e cuja transmissão para a Terra durou até 3 de Agosto. Foram enviadas em duplicado para verificar se os dados estavam completos. Juntas, as imagens cobriam cerca de 1% da superfície total de Marte. A aproximação mínima foi 9 846 km acima da superfície às 1h00min57 UTC de 15 de julho.
A Mariner 4 continuou a transmitir até 1º de outubro de 1965, quando a posição da antena e a distância até a Terra (309,2 milhões de quilômetros) impediram a comunicação. As comunicações foram retomadas no final de 1967. Em 15 de setembro, a sonda registrou 17 impactos de micrometeoritos em 15 minutos, modificando a atitude do mastro de antenas e possivelmente danificando o escudo térmico. O gás de controle de atitude esgotou-se em 7 de dezembro, e nos dias 10 e 11 de dezembro foram registrados 83 impactos que modificaram novamente a atitude da sonda, já sem possibilidade de recuperar a posição inicial e prejudicando as comunicações com a Terra. Estas finalizaram-se definitivamente no 21 de dezembro de 1967.